# Андраш II
А́ндраш II Крестоно́сец, Андраш Иерусалимский (венг. Jeruzsálemi II András/Endre, словац. Ondrej, хорв. Andrija II. Arpadović; ок. 1175 — 26 октября 1235) — король Венгрии из династии Арпадов с 7 мая 1205 года по 21 сентября 1235 года. Полный титул: Божьей милостью, король Венгрии, Далмации, Хорватии, Рима, Галиции и Лодомерии (лат. Dei gratia, Hungariae, Dalmatiae Croatiae, Romae, Seruiae, Galliciae, Lodomeriaeque rex). Младший сын Белы III. После смерти отца возглавил заговор против своего брата, короля Имре, который дал ему в управление Хорватию и Далмацию. После смерти Имре и его малолетнего сына, Ласло III, Андраш взошёл на престол, предоставил королевские домены своим сторонникам, принял участие в Пятом крестовом походе, но не смог достичь каких-либо значимых успехов. Был вынужден подписать Золотую буллу 1222 года, подтверждавшую привилегии дворян Венгерского королевства, а позднее — подобный документ с гарантиями привилегий духовенства.

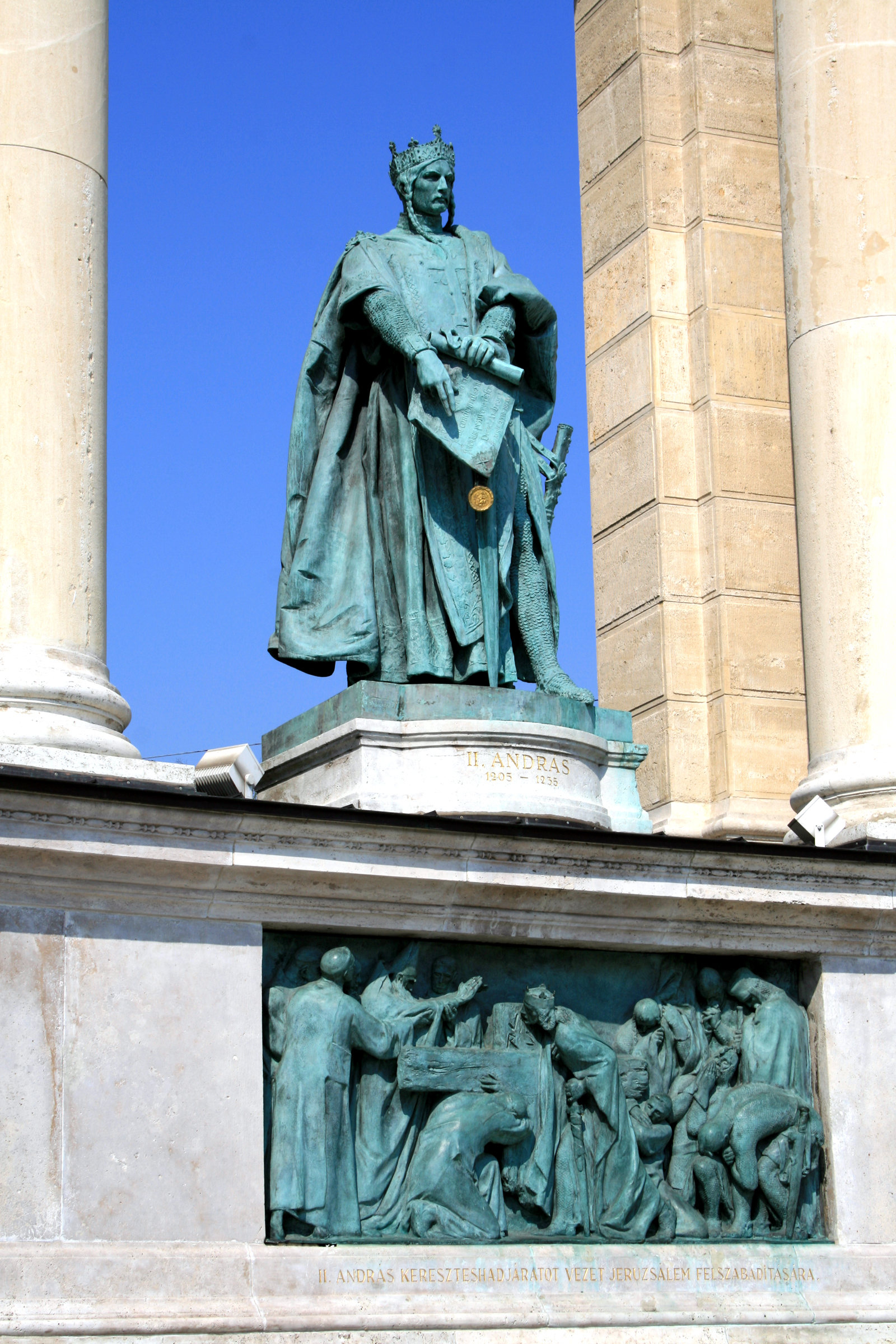
Статуя Андраша II на Площади Героев в Будапеште

## Биография

### Непокорный герцог

Герб Андраша II - листья липы между лапами семи львов

Андраш был вторым сыном короля Белы III и его первой жены, Агнессы Антиохийской. Как младший сын Андраш не имел никакой надежды на наследование престола. В 1182 году его старший брат Имре был коронован — этого пожелал Бела III, чтобы при своей жизни гарантировать мирное наследование престола.
В 1188 году изгнанный из Галицкого княжества князь Владимир Ярославич Галицкий бежал в Венгрию и обратился за помощью к Беле III. Однако Бела III, пользуясь сумятицей в Галиче, вместо помощи взял князя в плен и посадил на княжение Андраша. Власть малолетнего Андраша в Галиче была номинальной, он даже ни разу не посетил своё княжество. Хотя войска молодого принца и подавили в 1189 году боярский бунт, вскоре после этого бежавший из плена князь Владимир Ярославич Галицкий изгнал венгерские войска из Галича.
23 апреля 1196 года король Бела III умер, и трон перешёл к Имре, в то время как Андраш унаследовал большую сумму денег для того, чтобы выполнить данную отцу клятву принять участие в крестовых походах. Однако Андраш использовал эти деньги, чтобы завербовать сторонников среди баронов, и обратился за помощью к Леопольду VI Австрийскому. В декабре 1197 года войска Андраша нанесли поражение армии короля Имре в битве у гор Мечек. После победы Андраша король обязался передать ему в управление как герцогу Хорватию и Далмацию.
В начале 1198 года папа Иннокентий III попросил Андраша выполнить последнюю волю своего отца и возглавить крестовый поход в Святую Землю. Однако вместо того, чтобы организовать крестовый поход, Андраш начал поход против соседних провинций и занял Захлумье и Раму. Андраш также пошёл на сговор с некоторыми прелатами против своего брата, но король Имре узнал об этом и лично арестовал епископа Болесло из Ваца, одного из главных сторонников Андраша, а также лишил последователей брата их привилегий. Летом 1199 года Имре разбил Андраша в битве при Раде, и последний был вынужден бежать в Австрию. Наконец, в 1200 году братья заключили мир при посредничестве папского легата Григория. Они взаимно объявили друг друга наследниками — в зависимости от того, кто кого пережил бы. Растроганные примирением, братья вознамерились вдвоём отправиться в крестовый поход, поручив управление страной на время своего отсутствия Леопольду VI Австрийскому. Но со временем эмоции улеглись, и оба брата отказались от идеи крестового похода.
Около 1200 года Андраш женился на Гертруде, дочери герцога Бертольда Меранского. Вероятно, именно жена убедила его вновь организовать заговор против своего брата. Андраш собрал сильное войско, составленное из всех недовольных сильной королевской властью. Войска встретились под Вараждином. Когда король Имре понял, что войска Андраша превосходят в численности королевские, он решился на отчаянный шаг: без оружия, с короной на голове и скипетром в руках он явился в лагерь Андраша. Потрясенный Андраш сдался и был арестован. Вскоре усилиями его сторонников он бежал из тюрьмы.
Король, чьё здоровье слабело, хотел обеспечить восшествие на престол своего маленького сына, который был коронован 26 августа 1204 года, как Ласло III. Вскоре после этого Имре примирился с Андрашем, назначив его регентом при малолетнем сыне. После смерти брата 30 сентября 1204 года Андраш взял на себя управление королевством в качестве наставника своего племянника, а также завладел деньгами брата. Вдовствующая королева Констанция Арагонская, опасаясь за жизнь сына, увезла Ласло III к Леопольду VI Австрийскому. Андраш уже готовился к войне, когда узнал, что Ласло III умер 7 мая 1205 года, и, таким образом, Андраш унаследовал трон.

### Novæ institutiones

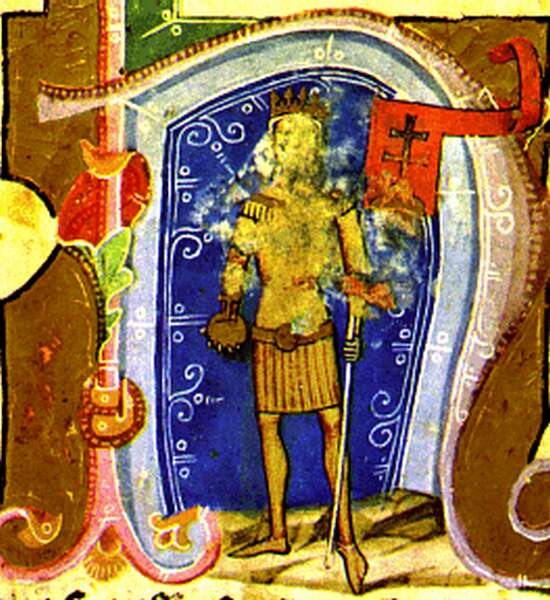
Андраш II.

Андраш был коронован архиепископом Иоанном Калошским 29 мая 1205 в Секешфехерваре, но перед коронацией он должен был принять присягу. Андраш сделал радикальные изменения во внутренней политике по сравнению с предшественниками и начал даровать королевские имения своим сторонникам. Он назвал эту новую политику  «novæ institutiones» («новые назначения») и заявил, что «Ничто не может установить границ щедрости Его Королевского Величества, и лучшей мерой даров для монарха является неизмеримость». Король жаловал деньги, села, домены, целые уезды, и довел казну до полного обнищания. Андраш был щедр в первую очередь к своим немецким родственникам и приближенным своей жены, что вызывало недовольство среди его подданных.

### Борьба за Галич

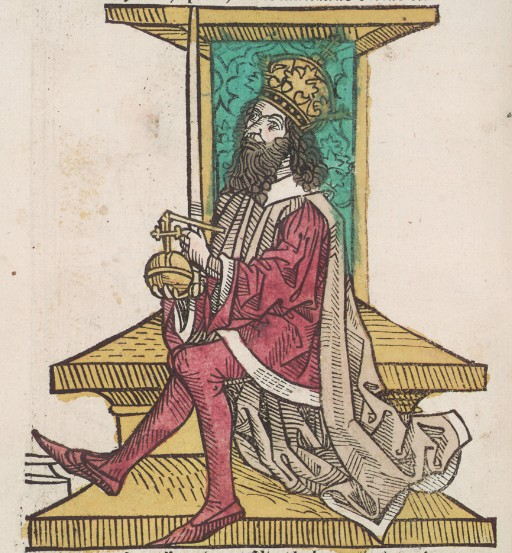
Король Андраш II.

В первые годы своего правления Андраш II активно вмешивался в сумятицы внутри Галицкого княжества. В 1205 году он ввел свои войска в княжество, чтобы обеспечить укрепление власти малолетнего сына князя Романа Мстиславича Даниила. После этой кампании он принял титул «Король Галиции и Лодомерии», ссылаясь на своё господство над двумя соседними княжествами. В начале следующего года Даниил был снова изгнан из Галича, но Андраш II в этот раз отказался ему помочь, поскольку противник Даниила, князь Владимир Игоревич подкупил его. Тем не менее, в том же году он совершил поход на Галич и оказал помощь князю Роману Игоревичу в захвате княжеского стола.
В 1208 году, воспользовавшись ссорой князя Романа Игоревича с боярами, Андраш II занимал Галич и назначил регента для управления княжеством от своего имени, но князю Владимиру Игоревичу удалось отвоевать своё княжество уже в следующем году.
Группа аристократов венгерского двора, шокированных щедростью Андраша к родственникам и сторонникам его жены, в это время запланировала предложить трон его двоюродным братьям, жившим при дворе императора Никеи Феодора I Ласкариса, но их посланник был арестован и Андраш разоблачил заговор. В 1211 году он предоставил Бурценланд тевтонским рыцарям для того, чтобы обеспечить безопасность юго-восточных границ своего королевства от половцев. Однако рыцари вместо верной службы принялись устанавливать свою, независимую от короля, власть  в этом регионе.
В 1211 году Андраш II оказал военную помощь князю Даниилу, чтобы тот вновь занял Галич. Кроме того, в следующем году он лично возглавил галицкую армию при отражении атаки князя Мстислава Немого на войска Даниила. Вскоре после этого князь Даниил был вынужден вновь покинуть княжество и ещё раз обратился за помощью к Андрашу. Король в разгар подготовки к новому походу уехал в Венгрию, когда ему сообщили о зверском убийстве заговорщиками королевы Гертруды. Это убийство было следствием чрезмерного покровительства короля иностранцам и повлекло за собой жестокую месть Андраша II, выразившуюся в массовых убийствах крестьян. Однако король приказал казнить только лидера заговорщиков и простил других членов группы, что привело к формированию неприязни к нему сына Белы. Тем не менее, в 1214 году Андраш II короновал его как наследника.
Летом 1214 года Андраш II встретился с польским герцогом Лешеком Белым, и они договорились о разделе Галицкого княжества между Венгрией и Польшей. Их союзные войска заняли княжество, которое было передано по соглашению младшему сыну Андраша, Коломану. Тем не менее, Андраш отказался передать полякам оговоренные территории, и Лешек Белый в союзе с князем Мстиславом Удатным изгнал венгерские войска из княжества.
Вскоре после этого Андраш II вновь заключил союз с Лешеком Белым, и они заняли Галич, где снова утвердился Коломан.

### Пятый крестовый поход

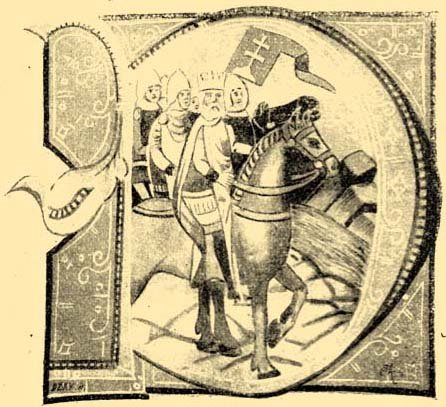
Андраш в Святой Земле.

В это же время Андраш занялся проблемами южных границ своего королевства. В 1214 году венгерские войска отторгли Белград и Браничево от Болгарского царства.
В феврале 1215 года Андраш II женился во второй раз: на Иоланде, племяннице Генриха I, императора Латинской империи. Когда император Генрих I умер 11 июля 1216 года, Андраш II планировал приобрести императорский титул, но бароны Латинской империи предпочли ему Пьера де Куртенэ — его тестя.
Не снискав титула, Андраш II решил добиться воинской славы и исполнить клятву отцу отправиться в крестовый поход. Он договорился с венецианцами о доставке его войск на Святую Землю, а в обмен отказался от претензий на Задар. Андраш и его войска выступили 23 августа 1217 года из Сплита. Перед отъездом он передал тамплиерам крепость Клис, стратегический пункт, контролировавший подступы к Сплиту. Андраш II также назначил Понтиуса де Круса, магистра ордена в Венгерском королевстве, регентом Хорватии и Далмации .
До возвращения в Венгрию король Андраш II оставался лидером Пятого крестового похода  Крестоносцы погрузились на корабли венецианского флота — крупнейшего на тот момент в Европе. Они высадились 9 октября на Кипре, откуда далее отплыли в Акко и присоединились к войскам Иоанна Иерусалимского, Гуго I Кипрского и князя Боэмунда IV Антиохийского, чтобы сражаться против Айюбидов в Сирии. В октябре предводители крестоносцев провели военный совет в Акко под председательством короля Андраша II.
В Иерусалиме были разрушены стены и фортификационные сооружения, чтобы предотвратить возможность для христиан защитить город, если бы тем всё же удалось его занять. Мусульмане бежали из города, опасаясь повторения кровопролития в Первого крестового похода в 1099 году.
Хорошо подготовленная армия Андраша 10 ноября все же была разбита султаном Аль-Адилем при Вифсаидах на реке Иордан. Мусульманские войска после этого отступили в свои крепости и города. Катапульты и требюше не прибыли вовремя, так что Андрашу пришлось осаждать крепости Ливана. В начале 1218 года король Андраш II, серьезно заболев, решил вернуться домой.
Андраш и его армия вернулись в Венгрию в феврале 1218 года, так же как и Гуго I и Боэмунд IV — в свои владения. По дороге домой он вел переговоры с королём Левоном I Армянским, никейским императором Феодором I Ласкарисом и царем Иваном Асенем II Болгарским, а также договорился о браках своих детей. Когда он остановился в Никее, его двоюродные братья, жившие там, предприняли неудачную попытку его убить.
Когда король Андраш II, выполнив свою клятву крестоносца, отвёл свои войска на север, устроил брак между сыном Андрашем и дочерью Левона I Армянского Изабеллой.

### Золотая булла и Diploma Andreanum

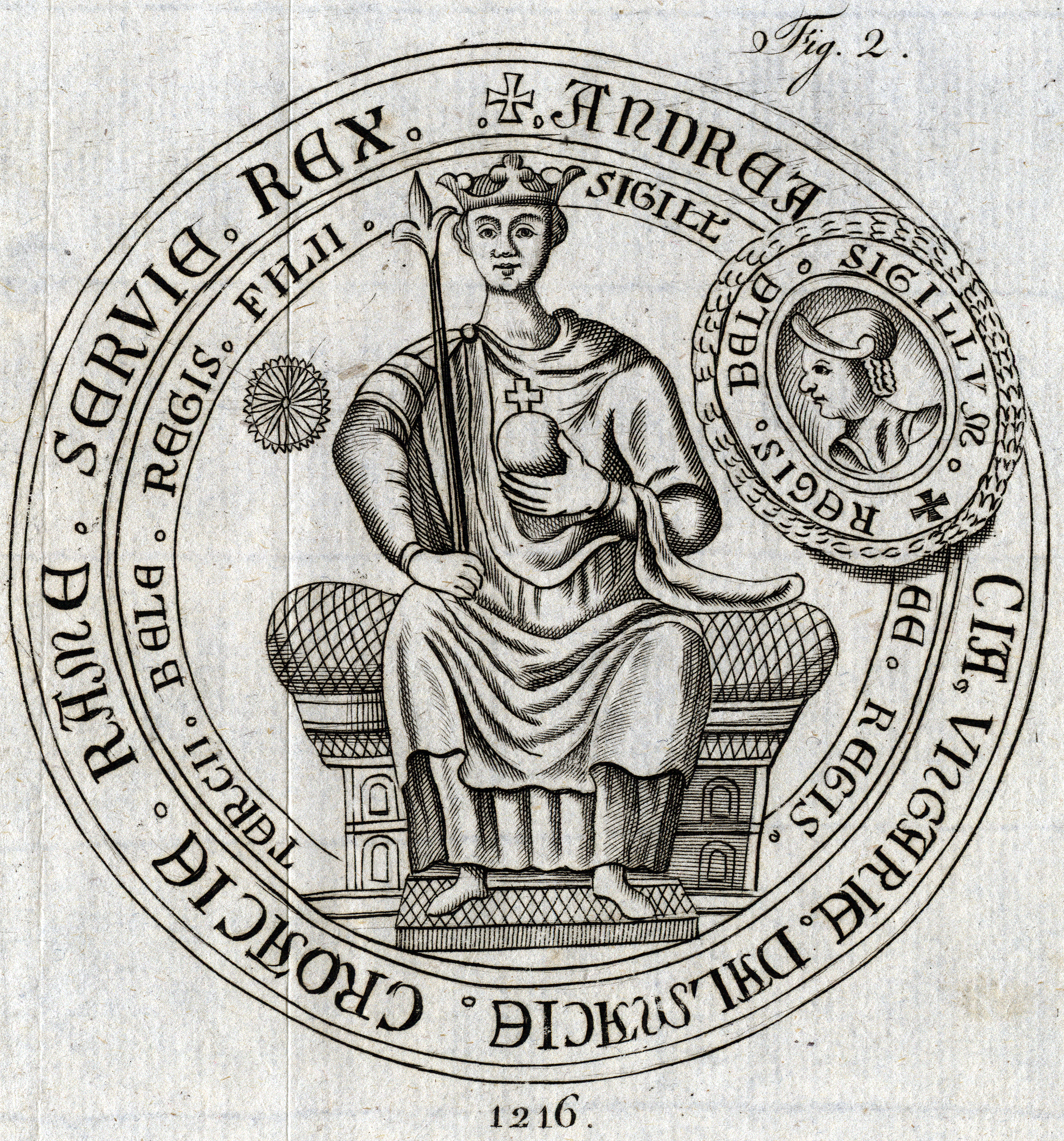
Печать Андраша II.

По возвращении Андраш II нашел своё королевство в анархии. Пока он был в Святой Земле, даже его регент, архиепископ Иоанн Эстергомский, оказался вынужден покинуть страну, а казна была расхищена. Андраш попытался собрать деньги с помощью введения новых налогов, порчи монеты и займов у евреев и мусульман, что увеличило его непопулярность.
Его внешняя политика также терпела фиаско. В августе 1219 года его младший сын, Коломан, коронованный королём Галича, был изгнан из своего королевства новгородским князем Мстиславом Удатным. Андрашу пришлось заключить мир с князем, и он также попытался женить своего младшего сына Андраша на одной из дочерей Мстислава.
В 1220 году Андраш II поручил управление Славонией, Далмацией и Хорватией своему сыну Беле, но при этом разлучил его с женой.
В начале 1222 года недовольство дворян королевской политикой вынудило Андраша II подписать Золотую буллу 1222 года. Этот документ — аналог Великой хартии вольностей, изданной в Англии в 1215 году, стал свидетельством компромисса между королевской властью, с одной стороны, и крупными землевладельцами и дворянством в целом, с другой, и установил неприкосновенность привилегий магнатов, а также их право не подчиняться королю, если тот нарушит положения этого документа.
В 1223 году Бела забрал жену и сбежал в Австрию, опасаясь гнева отца. Наконец, при посредничестве папы Гонория III, король заключил соглашение с сыном и Бела вновь принял управление Славонией, Далмацией и Хорватией. 6 июня 1224 года Андраш II заключил мир с герцогом Леопольдом VI.
В 1224 году Андраш II выпустил Diploma Andreanum («Закон Андраша»), который унифицировал и обеспечил особые привилегии трансильванских саксонцев. Это старейший документ о самоуправлении в мире. В том же году Андраш изгнал игнорировавших его власть тевтонских рыцарей из Трансильвании.

### Конфликт с сыном

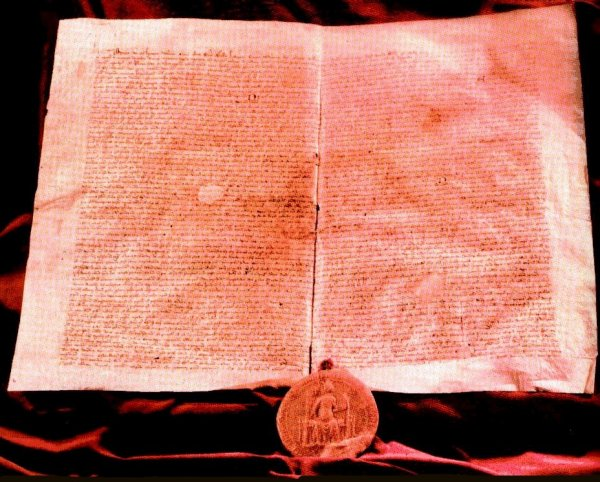
Золотая булла 1222 года.

Сын короля Бела на управляемых им территориях в этот период начал, с разрешения папы Гонория III, изымать королевские домены, предоставленные Андрашем своим сторонникам в начале его правления. Андраш II выступал против политики старшего сына и отправил его управлять Трансильванией, назначив своего второго сына Коломана губернатором бывших провинций Белы.
Во второй половине 1226 года Андраш II ввёл свою армию в Галич по просьбе своего младшего сына Андраша. Хотя Мстислав Удатный разбил королевские войска, в конце концов он был вынужден согласиться уступить княжество венграм.
В 1228 году оба старших сына Андраша — Бела и Коломан — вновь начали забирать обратно бывшие королевские домены в своих провинциях и убедили отца конфисковать имения баронов, которые принимали участие в заговоре против их матери. В 1229 году князь Даниил Галицкий изгнал Андраша-младшего из Галича, в то время как в 1230 году Фридрих II начал нападать на западные границы королевства.

### Соглашение в Береге

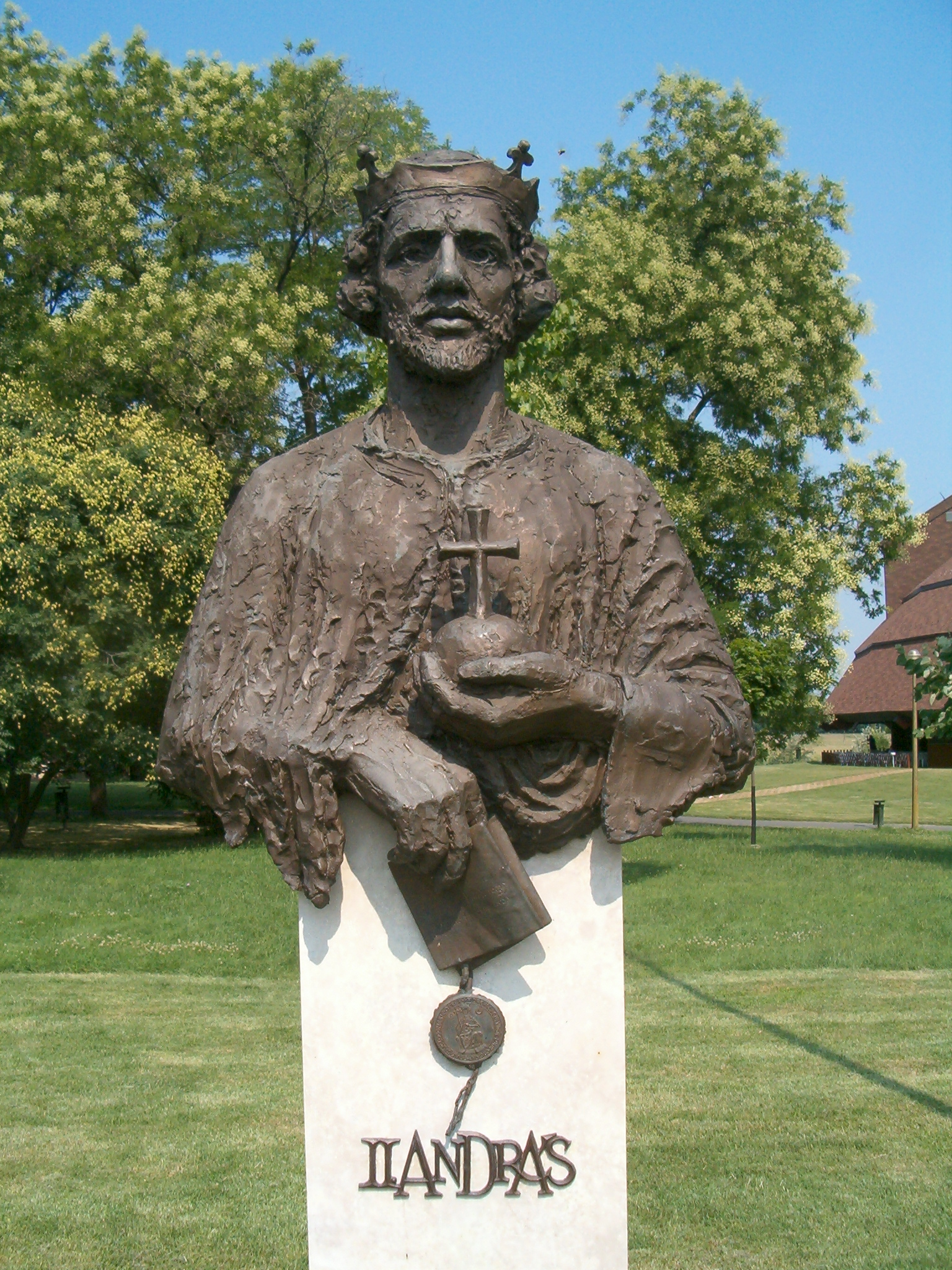
Памятник Андрашу II в Национальном историческом парке в Опустасере.

Андраш II, невзирая на решения четвёртого Латеранского собора, охотно приближал к королевской семье евреев и мусульман. Однако папа Григорий IX потребовал отказаться от этой практики. Наконец, Андраш был вынужден подтвердить Золотую буллу и дополнить его положением, запрещающим наём на службу нехристиан, а также уполномочить архиепископа Эстергома наказать короля в случае, если тот проигнорирует своё обещание.
Во второй половине 1231 года Андраш II привел свою армию в Галич и сумел обеспечить власть своего младшего сына над княжеством. По возвращении в Венгрию архиепископ Роберт Эстергомский наложил на королевство интердикт и отлучил крупных королевских сановников, поскольку Андраш продолжал нанимать евреев и мусульман на службу в своей администрации. Однако по просьбе Андраша II архиепископ вскоре снял церковные наказания, а папа пообещал, что сановники короля никогда не будут отлучены без его специального разрешения.
20 августа 1233 года Андраш II провел встречу с легатом папы Григория IX в одном из сел в комитате Берег, и они заключили соглашение, обеспечившее привилегии духовенства. Осенью того же года король также встретился с герцогом Фридрихом II Австрийским, и они договорились прекратить стычки на границе, однако герцог вскоре нарушил соглашение.

### Последние годы
14 мая 1234 года Андраш II, оставшийся в тому времени вдовцом во второй раз, женился на Беатрисе д'Эсте, которая была на 30 лет его моложе. Из-за нового брака его отношения с сыновьями ухудшились.
Летом 1234 года епископ Иоанн Боснийский отлучил Андраша II от церкви, поскольку тот не соблюдал некоторые положения соглашения в Береге. Король обратился к папе, прося принять меры против епископа.
Осенью 1234 года князь Даниил Галицкий вернул себе Галич, которым до того владел младший сын Андраша II Андраш. Последний умер во время осады города. Таким образом, венгерское господство над Галичем ушло в прошлое.
В начале 1235 года Андраш II совершил поход против Австрии и вынудил герцога Фридриха II принять условия мира.
Он был еще жив, когда 28 мая 1235 года одна из его дочерей, Елизавета Венгерская, умершая за несколько лет до того, была канонизирована. Перед смертью короля папа римский снял с него отлучение, более того, пообещал, что король Венгрии и его родственники не будут отлучены без специального разрешения папы.

## Семья

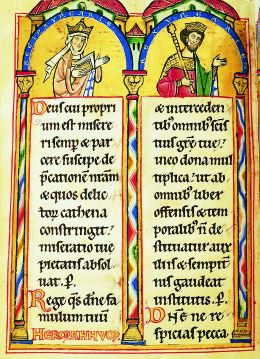
Андраш II и королева Гертруда Меранская.

#1. ок. 1200: Гертруда Меранская (1185 — 8 сентября 1213), дочь герцога Бертольда IV Меранского и его жены Агнессы
- Анна Мария Венгерская (ок. 1204—1237), жена болгарского царя Ивана Асеня II
- Бела IV (1206 — 3 мая 1270)
- Святая Елизавета Венгерская (1207 — 10 ноября 1231), жена ландграфа Людвига Тюрингского
- Коломан (князь галицкий) (1208 — после 11 апреля 1241)
- Андраш (князь галицкий) (ок. 1210—1234)

#2. февраль 1215: Иоланда де Куртене (ок. 1200—1233), дочь Пьера II де Куртенэ, императора Латинской империи, и его второй жены, Иоланды де Эно
- Иоланда Венгерская (ок. 1215 — 12 октября 1251), жена короля Хайме I Арагонского

#3. 14 мая 1234: Беатриса д’Эсте (ок. 1215 — до 8 мая 1245), дочь Альдобрандино д’Эсте
- Иштван Постум (1236 — 10 апреля 1271), отец Андраша III.

## Родословная
|  |                               |  |  |  |  |  |  |  |  |  |  |  |  |  |  |  |
|  | Альмош Венгерский             |  |  |  |  |  |  |  |  |  |  |  |  |  |  |  |
|  |                               |  |  |  |  |  |  |  |  |  |  |  |  |  |  |  |
|  |                               |  |  |  |  |  |  |  |  |  |  |  |  |  |  |  |
|  | Бела II                       |  |  |  |  |  |  |  |  |  |  |  |  |  |  |  |
|  |                               |  |  |  |  |  |  |  |  |  |  |  |  |  |  |  |
|  |                               |  |  |  |  |  |  |  |  |  |  |  |  |  |  |  |
|  | Предслава Киевская            |  |  |  |  |  |  |  |  |  |  |  |  |  |  |  |
|  |                               |  |  |  |  |  |  |  |  |  |  |  |  |  |  |  |
|  |                               |  |  |  |  |  |  |  |  |  |  |  |  |  |  |  |
|  | Геза II                       |  |  |  |  |  |  |  |  |  |  |  |  |  |  |  |
|  |                               |  |  |  |  |  |  |  |  |  |  |  |  |  |  |  |
|  |                               |  |  |  |  |  |  |  |  |  |  |  |  |  |  |  |
|  | Урош I Вуканович              |  |  |  |  |  |  |  |  |  |  |  |  |  |  |  |
|  |                               |  |  |  |  |  |  |  |  |  |  |  |  |  |  |  |
|  |                               |  |  |  |  |  |  |  |  |  |  |  |  |  |  |  |
|  | Илона Сербская                |  |  |  |  |  |  |  |  |  |  |  |  |  |  |  |
|  |                               |  |  |  |  |  |  |  |  |  |  |  |  |  |  |  |
|  |                               |  |  |  |  |  |  |  |  |  |  |  |  |  |  |  |
|  | Анна Диогенисса               |  |  |  |  |  |  |  |  |  |  |  |  |  |  |  |
|  |                               |  |  |  |  |  |  |  |  |  |  |  |  |  |  |  |
|  |                               |  |  |  |  |  |  |  |  |  |  |  |  |  |  |  |
|  | Бела III                      |  |  |  |  |  |  |  |  |  |  |  |  |  |  |  |
|  |                               |  |  |  |  |  |  |  |  |  |  |  |  |  |  |  |
|  |                               |  |  |  |  |  |  |  |  |  |  |  |  |  |  |  |
|  | Владимир Всеволодович Мономах |  |  |  |  |  |  |  |  |  |  |  |  |  |  |  |
|  |                               |  |  |  |  |  |  |  |  |  |  |  |  |  |  |  |
|  |                               |  |  |  |  |  |  |  |  |  |  |  |  |  |  |  |
|  | Мстислав Владимирович Великий |  |  |  |  |  |  |  |  |  |  |  |  |  |  |  |
|  |                               |  |  |  |  |  |  |  |  |  |  |  |  |  |  |  |
|  |                               |  |  |  |  |  |  |  |  |  |  |  |  |  |  |  |
|  | Гита Уэссекская               |  |  |  |  |  |  |  |  |  |  |  |  |  |  |  |
|  |                               |  |  |  |  |  |  |  |  |  |  |  |  |  |  |  |
|  |                               |  |  |  |  |  |  |  |  |  |  |  |  |  |  |  |
|  | Ефросинья Мстиславна          |  |  |  |  |  |  |  |  |  |  |  |  |  |  |  |
|  |                               |  |  |  |  |  |  |  |  |  |  |  |  |  |  |  |
|  |                               |  |  |  |  |  |  |  |  |  |  |  |  |  |  |  |
|  | Дмитрий Завидич               |  |  |  |  |  |  |  |  |  |  |  |  |  |  |  |
|  |                               |  |  |  |  |  |  |  |  |  |  |  |  |  |  |  |
|  |                               |  |  |  |  |  |  |  |  |  |  |  |  |  |  |  |
|  | Любава Дмитриевна             |  |  |  |  |  |  |  |  |  |  |  |  |  |  |  |
|  |                               |  |  |  |  |  |  |  |  |  |  |  |  |  |  |  |
|  |                               |  |  |  |  |  |  |  |  |  |  |  |  |  |  |  |
|  | Андраш II                     |  |  |  |  |  |  |  |  |  |  |  |  |  |  |  |
|  |                               |  |  |  |  |  |  |  |  |  |  |  |  |  |  |  |
|  |                               |  |  |  |  |  |  |  |  |  |  |  |  |  |  |  |
|  | Гоше де Шатильон              |  |  |  |  |  |  |  |  |  |  |  |  |  |  |  |
|  |                               |  |  |  |  |  |  |  |  |  |  |  |  |  |  |  |
|  |                               |  |  |  |  |  |  |  |  |  |  |  |  |  |  |  |
|  | Анри де Шатильон              |  |  |  |  |  |  |  |  |  |  |  |  |  |  |  |
|  |                               |  |  |  |  |  |  |  |  |  |  |  |  |  |  |  |
|  |                               |  |  |  |  |  |  |  |  |  |  |  |  |  |  |  |
|  | Рено де Шатильон              |  |  |  |  |  |  |  |  |  |  |  |  |  |  |  |
|  |                               |  |  |  |  |  |  |  |  |  |  |  |  |  |  |  |
|  |                               |  |  |  |  |  |  |  |  |  |  |  |  |  |  |  |
|  | Обри де Монже                 |  |  |  |  |  |  |  |  |  |  |  |  |  |  |  |
|  |                               |  |  |  |  |  |  |  |  |  |  |  |  |  |  |  |
|  |                               |  |  |  |  |  |  |  |  |  |  |  |  |  |  |  |
|  | Ирменгарда де Монже           |  |  |  |  |  |  |  |  |  |  |  |  |  |  |  |
|  |                               |  |  |  |  |  |  |  |  |  |  |  |  |  |  |  |
|  |                               |  |  |  |  |  |  |  |  |  |  |  |  |  |  |  |
|  | Агнесса Антиохийская          |  |  |  |  |  |  |  |  |  |  |  |  |  |  |  |
|  |                               |  |  |  |  |  |  |  |  |  |  |  |  |  |  |  |
|  |                               |  |  |  |  |  |  |  |  |  |  |  |  |  |  |  |
|  | Боэмунд I (князь Антиохии)    |  |  |  |  |  |  |  |  |  |  |  |  |  |  |  |
|  |                               |  |  |  |  |  |  |  |  |  |  |  |  |  |  |  |
|  |                               |  |  |  |  |  |  |  |  |  |  |  |  |  |  |  |
|  | Боэмунд II, князь Антиохии    |  |  |  |  |  |  |  |  |  |  |  |  |  |  |  |
|  |                               |  |  |  |  |  |  |  |  |  |  |  |  |  |  |  |
|  |                               |  |  |  |  |  |  |  |  |  |  |  |  |  |  |  |
|  | Констанция Французская        |  |  |  |  |  |  |  |  |  |  |  |  |  |  |  |
|  |                               |  |  |  |  |  |  |  |  |  |  |  |  |  |  |  |
|  |                               |  |  |  |  |  |  |  |  |  |  |  |  |  |  |  |
|  | Констанция Антиохийская       |  |  |  |  |  |  |  |  |  |  |  |  |  |  |  |
|  |                               |  |  |  |  |  |  |  |  |  |  |  |  |  |  |  |
|  |                               |  |  |  |  |  |  |  |  |  |  |  |  |  |  |  |
|  | Балдуин II Иерусалимский      |  |  |  |  |  |  |  |  |  |  |  |  |  |  |  |
|  |                               |  |  |  |  |  |  |  |  |  |  |  |  |  |  |  |
|  |                               |  |  |  |  |  |  |  |  |  |  |  |  |  |  |  |
|  | Алиса, княгиня Антиохии       |  |  |  |  |  |  |  |  |  |  |  |  |  |  |  |
|  |                               |  |  |  |  |  |  |  |  |  |  |  |  |  |  |  |
|  |                               |  |  |  |  |  |  |  |  |  |  |  |  |  |  |  |
|  | Морфия Мелитенская            |  |  |  |  |  |  |  |  |  |  |  |  |  |  |  |
|  |                               |  |  |  |  |  |  |  |  |  |  |  |  |  |  |  |
|  |                               |  |  |  |  |  |  |  |  |  |  |  |  |  |  |  |